# صحيفة مكة الإلكترونية
صحيفة مكة الإلكترونية هي صحيفة إلكترونية سعودية، أُنشئت في 2009م - 1430هـ بمبادرة إعلامية من الإعلامي عبد الله بن أحمد حسن الزهراني، وهي أول صحيفة تحمل اسم مكة المكرمة، وأول صحيفة تمثل الإعلام الجديد في منطقة مكة المكرمة، ومن أوائل الصحف الإلكترونية على مستوى المملكة إذ حصلت على ترخيص وزارة الثقافة والإعلام مبكراً.

## جوائز وتكريم
- فازت الصحيفة بجائزة وزارة الحج الإعلامية لثلاث مرات متتالية،[4][5] وقد قدمت الصحيفة عدة برامج يوتيوبيّة، ورعاية العديد من الفعاليات الثقافية والمجتمعية.[3]

- كما نالت الصحيفة تكريما من وزارة الداخلية السعودية ضمن فعاليات مؤتمر ومعرض الحج والعمرة "اكسبو الحج" في يناير 2023. [7]
- وتكريما من الشيخ سالم بن سلطان بن صقر القاسمي في حفل المؤتمر العالمي السابع للريادة والابتكار والتميز، المنعقد في ندوة الثقافة والعلوم بالإمارات ، في سبتمبر ٢٠٢٢. [8]

## وصلات خارجية
- الموقع الرسمي.